# Милетићево
Милетићево је село у општини Пландиште, у Јужнобанатском округу, у Србији. Према попису из 2022. било је 341 становника.

## Историја
Милетићево је насељено после Првог светског рата на некадашњој пустари Рарош. Име пустаре потиче од насеља са истим именом, које је у револуционарној 1848. спаљено до темеља. Остаци села названи су Рарош-пуста. После те 1848. земљиште површине око 12.000 катастарских јутара било је у власништву мађарског грофа Карачонија. После Првог светског рата и распада Аустроугарске, нове, српске власти, одузимају Карачонију његово имање и поклањају га српским добровољцима, који су се борили за слободу Србије од 1912. до 1918. године, у оба Балканска и у Првом светском рату. Свако од њих добио је по пет хектара.
По Јездимиру Марковићу, насељавање добровољаца почело је 1920. године, а по Феликсу Милекеру, годину дана касније. Но, било како било, на добијену земљу насељавали су колонисти из Лике, Кордуна, Далмације, Босне, Херцеговине, Санџака...
Године 1922. додељени су и плацеви за изградњу кућа, а до тада су колонисти живели у становима и шталама слуга грофа Карачонија, да би онда Јездимир Марковић, у складу са овлашћењима произишлим из Закона о аграрној реформи иселио спахијске слуге и уселио добровољце, што баш и није био лак посао. Исте те, 1922. године, насеље Рарош добија ново име – Милетићево, а по тадашњем министру за аграрну реформу Крсти Милетићу.
Разграничењем са Румунијом, 1923. године, Милетићево је остало без 1800 јутара ораница, чиме је онемогућено планирано насељавање још око 450 породица.
По попису из 1931. године Милетићево је имало 1344, а по попису из 2011. године – 497 становника. Највише становника Милетићево је имало 1948. године – 1528.
Од самог оснивања Милетићево је имало школу, чија се зграда налазила на месту где је данашња пошта, иначе, најстарија зграда у Милетићеву. Зграда садашње школе, која ради као подручно одељење ОШ „Јован Стерија Поповић“ у Великој Греди, изграђена је још пре Другог светског рата, а реновирана пре десетак година. Школа данас има једно комбиновано одељење од 1. до 4. разреда и једну мешовиту групу деце предшколског узраста.
Црква је изграђена 1935. године, седам година после формирања Грађевинског одбора Српске православне цркве, на чијем се челу налазио, опет, Јездимир Марковић. Градња цркве започета је 19. јуна 1934. а камен темељац је освештан 2. августа, исте године, на Светог Илију, баш као и сама црква, годину дана касније. И зато је Свети Илија и слава Милетићева. Иначе, први кум цркве био је Влада Илић, зет грофице Олге Јовановић Дунђерски из Хајдучице, у којој се налазио велелепни дворац Дунђерских.
Црква је зидана у византијском стилу, а изнад врата на плочи је писало: „Спомен црква Благопочившег краља Александра I Ујединитеља. Подигоше његови ратни другови на челу са свештеником Блажом Јовановићем 1934/35.“

## Демографија
У насељу Милетићево живи око 420 пунолетних становника, а просечна старост становништва износи 46,4 година (44,7 код мушкараца и 48,2 код жена). У насељу има 241 домаћинство, а просечан број чланова по домаћинству је 2,58.
Ово насеље је великим делом насељено Србима (према попису из 2011. године), а у последња три пописа, примећен је пад у броју становника.
|  |

| Демографија | Демографија | Демографија |
| Година      | Становника  | Становника  |
| ----------- | ----------- | ----------- |
| 1948.       | 1.528       |             |
| 1953.       | 1.510       |             |
| 1961.       | 1.323       |             |
| 1971.       | 1.025       |             |
| 1981.       | 811         |             |
| 1991.       | 650         | 620         |
| 2002.       | 622         | 660         |
| 2011.       | 497         |             |

| Етнички састав према попису из 2002.‍ | Етнички састав према попису из 2002.‍ | Етнички састав према попису из 2002.‍ | Етнички састав према попису из 2002.‍ | Етнички састав према попису из 2002.‍ |
| ------------------------------------ | ------------------------------------ | ------------------------------------ | ------------------------------------ | ------------------------------------ |
|                                      |                                      |                                      |                                      |                                      |
| Срби                                 | Срби                                 |                                      | 490                                  | 96,46%                               |
| Македонци                            | Македонци                            |                                      | 6                                    | 0,96%                                |
| непознато                            | непознато                            |                                      | 1                                    | 0,32%                                |

| Година пописа     | 1948. | 1953. | 1961. | 1971. | 1981. | 1991. | 2002. |
| ----------------- | ----- | ----- | ----- | ----- | ----- | ----- | ----- |
| Број домаћинстава | 314   | 333   | 320   | 319   | 254   | 238   | 241   |

| Број чланова      | 1  | 2  | 3  | 4  | 5  | 6 | 7 | 8 | 9 | 10 и више | Просек |
| ----------------- | -- | -- | -- | -- | -- | - | - | - | - | --------- | ------ |
| Број домаћинстава | 61 | 80 | 36 | 35 | 21 | 8 | 0 | 0 | 0 | 0         | 2,58   |

| Пол    | Укупно | Неожењен/Неудата | Ожењен/Удата | Удовац/Удовица | Разведен/Разведена | Непознато |
| ------ | ------ | ---------------- | ------------ | -------------- | ------------------ | --------- |
| Мушки  | 266    | 66               | 169          | 27             | 3                  | 1         |
| Женски | 268    | 23               | 168          | 74             | 2                  | 1         |
| УКУПНО | 534    | 89               | 337          | 101            | 5                  | 2         |

| Пол    | Укупно                    | Пољопривреда, лов и шумарство | Рибарство                            | Вађење руде и камена | Прерађивачка индустрија       |
| ------ | ------------------------- | ----------------------------- | ------------------------------------ | -------------------- | ----------------------------- |
| Мушки  | 140                       | 84                            | 0                                    | 0                    | 29                            |
| Женски | 84                        | 37                            | 0                                    | 0                    | 26                            |
| УКУПНО | 224                       | 121                           | 0                                    | 0                    | 55                            |
| Пол    | Производња и снабдевање   | Грађевинарство                | Трговина                             | Хотели и ресторани   | Саобраћај, складиштење и везе |
| Мушки  | 3                         | 3                             | 7                                    | 1                    | 5                             |
| Женски | 0                         | 0                             | 10                                   | 0                    | 1                             |
| УКУПНО | 3                         | 3                             | 17                                   | 1                    | 6                             |
| Пол    | Финансијско посредовање   | Некретнине                    | Државна управа и одбрана             | Образовање           | Здравствени и социјални рад   |
| Мушки  | 0                         | 0                             | 4                                    | 2                    | 1                             |
| Женски | 1                         | 0                             | 1                                    | 3                    | 5                             |
| УКУПНО | 1                         | 0                             | 5                                    | 5                    | 6                             |
| Пол    | Остале услужне активности | Приватна домаћинства          | Екстериторијалне организације и тела | Непознато            | Непознато                     |
| Мушки  | 0                         | 0                             | 0                                    | 1                    | 1                             |
| Женски | 0                         | 0                             | 0                                    | 0                    | 0                             |
| УКУПНО | 0                         | 0                             | 0                                    | 1                    | 1                             |

## Спорт
Милетићево има фудбалски клуб који се зове Граничар. Постоји још од 1936. године и у својој дугогодишњој историји бележи више успеха од којих су значајнији 6 освајања купа општине (1965, 1982, 2006. 2007., 2009. и 2021.).